# 甲賀美月
甲賀 美月（こうが みづき、1997年9月5日 - ）は、日本の女性声優、舞台女優。かつてはジャストプロに所属し、2020年2月29日に事務所を退所してからは、フリーランスとして活動をしていた。
静岡県出身。身長152cm。血液型A型。愛称は「みづちー」「みづまる」「みーちゃん」。

## 人物
役者としての目標は『コメディでは思いっきり笑わせて、シリアスで感動させる』沢山の人に「面白かった・笑った・感動した」と楽しんで貰う事である。
- 好きな食べ物 - 寿司、うどん、コーヒーなど
- 好きな物
  - ゲーム -  スーパーファミコンを始めとしたコンシューマーゲーム
  - アニメ - 『名探偵コナン』『NARUTO -ナルト-』『シャーマンキング』『ドラえもん』など
- 好きな色 - 緑
- 学生時代に野球、テニス、卓球、水泳、ダンスの経験あり

## 略歴
- 小学6年生の頃に上京。
- 『シャーマンキング』で声優という職業を初めて知り、恐山アンナ役を演じた林原めぐみに憧れる。
- 高校2年の時にはテレビCM『エルダイスの地図』でデビューする。
- 2015年にスマホ用アプリゲーム『ゴシックは魔法乙女〜さっさと契約しなさい！〜』でゲームキャラクターの声を担当する。
- 高校卒業後に本格的に声優を目指す。
- 2018年3月1日 ジャストプロ入所
- 2018年に『邪神ちゃんドロップキック』の募金女B役でアニメ初出演[3]。
- 2020年2月29日、ジャストプロを退所し、フリーランスとして活動を開始。
- 2023年3月に『ゲーがくTV!』を卒業後は表立った活動は見られない。

## 出演作品

### テレビアニメ
- 邪神ちゃんドロップキック（2018年、募金女B）

### ゲーム
- ゴシックは魔法乙女〜さっさと契約しなさい!〜（2015年 - アルマ、ヴァレリー、ミルフィ、トート、キザイア、フェンリル、マイ、クローディア、グリゼルダ）
- id［イド］ -Rebirth Session-（2016年、リリア）
- ゴシックは魔法乙女 学園編（2017年 - アンゼリカ・ルース・インチュイサン）
- 龍が如く ONLINE（2018年 - 森ちより）

### ラジオドラマ
- Re:Union[4]司会（2019年1月9日）

### 舞台
2016年
- 劇団神保町界隈 出演「アイドルくの一忍法帖 -風磨四姉妹の逆襲-」（10月12日 - 10月16日）

2018年
- GO,JET!GO!GO! ZERO （9月4日 - 9月9日）Aチーム:美月役
- GO,JET!GO!GO! vol.5 （10月17日 - 10月21日）Bチーム:メグ役

2019年
- 朗読劇『りーでぃんぐぱーてぃーvol.5』 （1月9日 - 1月14日）
- アドリブ心理劇『レジスタンスイレブン』〜集いは桜の樹の下で〜(4月8日 - 4月13日）
- シズカ式『佐藤家のぬかどこ』 (5月23日 - 5月27日) B なすチーム:佐藤美保役
- リベルテ Vol.9（8月25日)
- 『星の少年と月の姫』（2019年9月11日 - 9月16日）シングルキャスト: 観測者・部長役
- 『さよならRADIO 2019』 （10月30日 - 11月4日） シングルキャスト:真中涼子役
- 『LUMINABELLA PROGRAM vol.2』（11月20日 - 11月24日）
- 『リベルテ Vol.11 特別公演』(12月23日 - 12月27日)

2020年
- 『リベルテ Vol.12』(3月28日- 3月29日)

### イベント
- 『ケイブ祭りが大運動会 〜汗と涙とブルマ〜』[14]MC (2016年4月29日）
- 『ケイブ祭り2017 ドキドキケイブ の入学式〜先生も胸ふくらむ春！〜』[15]MC (2017年4月29日）
- 『ノベじゃむ 2017』MC （ 2017年9月17日）
- 『ゴシックは魔法乙女』学園乙女スペシャルトークイベント[16]（2017年10月29日）
- もっとおいでにゃす！星守村の星盛祭!? 〜星守紗凪 誕生会2018〜[17]MC （2018年1月20日）
- 『ノアフェス.1』[18]司会 (2018年3月4日)
- AnimeJapan - ジャストプロ声優ミニトークショー[19] (2020-03-25)
- 『星守紗凪とゆかいな仲間たち』〜歌うよ！喋るよ！星盛祭・改〜[20]MC (2018年4月14日）
- 『ノアフェス.2』[21]司会（2018年8月26日）
- 『バラエティイベントハコニワ！』(2018年8月7日・9月25日・11月15日）
- 『バラエティイベントハコニワ！ ハロウィンパーティースペシャル』(2018年10月30日）
- 『バラエティイベントハコニワ！ 新年会SP』(2019年1月20日　第一部、第二部）
- 『バラエティイベントオトニワ！』(2019年7月14日・8月18日・9月22日 第一部・第二部）
- 『うさみみたいむin秋葉原』ゲスト出演(2020年1月12日)
- ツイキャスプレミア配信『ボヌール VOL.8』リモートゲスト(2020年5月23日)[22]

### 映像
- エルダイスの地図　映像-No.007、No.054、No.097-（2014年6月 - 9月）
- 『声優 Debut GATE』声優オーディション[23]（2014年8月）
- ケイブ広報ガールズ（仮） （2016年2月 - 活動休止中）
- 『ごまおつ』シューティング部[24]（2017年10月 - 11月）
- ゲーがく女子 養成学校（2018年11月6日 - 3月5日）
- ゲーがくTV!（2019年4月9日 - 2023年3月28日）

## ディスコグラフィ

### 楽曲
| 発売日         | 商品名                                           | 歌       | 楽曲       | 備考                                         |
| -------------- | ------------------------------------------------ | -------- | ---------- | -------------------------------------------- |
| 2016年11月24日 | id［イド］ -Rebirth Session- ORIGINAL SOUNDTRACK | 甲賀美月 | 「リリア」 | ゲーム『id［イド］ -Rebirth Session-』主題歌 |

### キャラクターソング
| 発売日         | タイトル                                                             | 歌                     | 楽曲                 | 備考                                      |
| -------------- | -------------------------------------------------------------------- | ---------------------- | -------------------- | ----------------------------------------- |
| 2018年8月10日  | でこピタ☆Fight!!                                                     | LOVE☆MAXフレンズ       | 「でこピタ☆Fight!!」 | ゲーム『ゴシックは魔法乙女 学園編』関連曲 |
| 2020年11月25日 | ゴシックは魔法乙女 キャラクターソングCD アンゼリカ「幻影閃光忍法帖」 | アンゼリカ（甲賀美月） | 「幻影閃光忍法帖」   | ゲーム『ゴシックは魔法乙女 学園編』関連曲 |

### ユニットメンバー
1. ↑  エリオ（高木美佑）、カレン（田中音緒）、チコ（星守紗凪）、カモミール（河実里夏）、アンゼリカ（甲賀美月）、ルベリス（皆川あずさ）